# Friedrich Gottlieb von Busse
Friedrich Gottlieb Busse, ab 1811 von Busse, (* 3. April 1756 in Gardelegen; † 4. Februar 1835 in Freiberg) war ein deutscher Mathematiker, Verwaltungsbeamter und Hochschullehrer.

## Leben
Busse war Sohn des Superintendenten Thomas Christian Busse. Er absolvierte die Schule in Gardelegen. Nach dem Tod seines Vaters ging er zunächst ans Gymnasium in Salzwedel und besuchte dann die Klosterschule Magdeburg, die er 1775 abschloss. Zunächst wollte er seinem Vater nachfolgen und nahm daher das Studium der Theologie an der Universität Halle auf. Hier schloss er 1778 das Studium mit sehr gutem Ergebnis ab. Seine Begeisterung galt allerdings der Mathematik und der Pädagogik, der er sich danach widmete.
Busse erhielt zum 1. April 1779 einen Ruf als Professor und Direktionsmitglied am Philanthropinum Dessau. Hier wurde er am Hof von Anhalt-Dessau bekannt und bekam 1785 die Erziehung des Erbprinzen Friedrich von Anhalt-Dessau übertragen. Als 1793 das Philanthropinum geschlossen wurde, stellte ihn der Fürst Leopold III. am Dessauer Hof an. Busse machte sich in dieser Zeit beim Wasserbau, bei der Direktion des Feuerlöschwesens sowie bei der Organisation einer Witwenkasse im Fürstentum verdient und wurde 1799 mit dem Titel Hofrat ausgezeichnet.
Busse folgte zum 12. Dezember 1801 einem Ruf als Professor der Mathematik, Physik und Bergmaschinenlehre an die kurfürstlich sächsische Bergakademie Freiberg. Außerdem wurde er zum Kommissionsrat ernannt. Die Philosophische Fakultät der Universität verlieh ihm 1808 die Ehrendoktorwürde (Dr. phil. h.c.). 1810 wurde er in den Rat der Stadt Freiberg gewählt und erhielt dort das Amt eines Senators. Am 29. Juni 1811 würdigte König Friedrich August von Sachsen die Leistung Busses mit der Erhebung in den Adelsstand und 1817 mit der Ernennung zum königlich sächsischen Bergkommissionsrat. Die Universität Wilna zeichnete ihn 1825 mit dem Titel Ehrenprofessor und der preußische König Friedrich Wilhelm IV. 1829 mit einer goldenen Medaille aus. 1827 wurde er bei vollem Gehalt als Erster Professor der Mathematik in den Ruhestand versetzt, 1829 ein Fest zu seinem Dienstjubiläum veranstaltet.
Busse war Mitglied vieler wissenschaftlicher Gesellschaften. Der Politiker Friedrich von Busse ist sein Enkel.

## Werke (Auswahl)
- Erste Geometrie für Kinder und Jünglinge und fürs gemeine Leben, Verlagskasse für Gelehrte und Künstler, Dessau und Leipzig 1784.
- Kenntnisse und Betrachtungen des neuern Münzwesens für Deutsche, 2 Bände, Crusius, Leipzig 1795–1796.
- Betrachtung der Winterschmidt- und Höll'schen Wassersäulenmaschine nebst Vorschlägen zu ihrer Verbesserung und gelegentlichen Erörterungen über Mechanik und Hydraulik, Craz und Gerlach, Freiberg 1804.
- Gang und Größe der Weichheit des Wassers, Crusius, Leipzig 1806.
- Bündige und reine Darstellung des wahrhaften Infinitesimal-Calculs, 3 Bände, Arnoldi, Dresden 1825–1827.